# Лукас Оласа
Лукас Рене Оласа Катрофе (ісп. Lucas René Olaza Catrofe; 21 липня 1994, Монтевідео, Уругвай) — уругвайський футболіст, захисник російського клубу «Краснодар».

## Кар'єра

### Клубна кар'єра
Оласа почав займатися футболом у юнацькій команді «Рівер Плейт» з Монтевідео.
19 лютого 2012 року Лукас дебютував за основний склад уругвайців. 24 лютого 2013 він відзначився першим забитим м'ячем.
7 січня 2014 року Оласу віддали в оренду на один рік до бразильського «Атлетіку Паранаенсі». Перший матч у новому клубі він провів 20 квітня проти «Греміо».
29 липня 2015 року уругвайця знову віддали в оренду, цього разу до іспанської «Сельти», де він виступав за резервну команду в Сегунді B.
31 січня 2019 року Лукас Оласа вирушив в оренду до «Сельти».

### У збірній
Лукаса внесли до складу молодіжної збірної Уругваю для участі в чемпіонаті світу в Туреччині. На турнірі захисник зіграв тільки у фінальній зустрічі проти однолітків з Франції, вийшовши на заміну в додатковий час. У серії післяматчевих пенальті Оласа реалізував свій удар, але уругвайці все одно поступилися.

## Статистика виступів
Востаннє оновлено 28 жовтня 2018 року.

### За клуби
| Клуб                   | Сезон              | Національний чемпіонат | Національний чемпіонат | Національний чемпіонат | Національний кубок[a] | Національний кубок[a] | Національний кубок[a] | Континентальні змагання[b] | Континентальні змагання[b] | Континентальні змагання[b] | Інші турніри[c] | Інші турніри[c] | Інші турніри[c] | Загалом | Загалом | Загалом |
| Клуб                   | Сезон              | Ігри                   | Голи                   | Пер.                   | Ігри                  | Голи                  | Пер.                  | Ігри                       | Голи                       | Пер.                       | Ігри            | Голи            | Пер.            | Ігри    | Голи    | Пер.    |
| ---------------------- | ------------------ | ---------------------- | ---------------------- | ---------------------- | --------------------- | --------------------- | --------------------- | -------------------------- | -------------------------- | -------------------------- | --------------- | --------------- | --------------- | ------- | ------- | ------- |
| Рівер Плейт Монтевідео | 2011–12            | 1                      | 0                      | 0                      | —                     | —                     | —                     | —                          | —                          | —                          | —               | —               | —               | 1       | 0       | 0       |
| Рівер Плейт Монтевідео | 2012–13            | 15                     | 1                      | 5                      | —                     | —                     | —                     | —                          | —                          | —                          | —               | —               | —               | 15      | 1       | 5       |
| Рівер Плейт Монтевідео | 2013–14            | 15                     | 6                      | 0                      | —                     | —                     | —                     | 4                          | 0                          | 0                          | —               | —               | —               | 19      | 6       | 0       |
| Рівер Плейт Монтевідео | Загалом            | 31                     | 7                      | 5                      | 0                     | 0                     | 0                     | 4                          | 0                          | 0                          | 0               | 0               | 0               | 35      | 7       | 5       |
| Паранаенсі             | 2014               | 6                      | 0                      | 1                      | —                     | —                     | —                     | —                          | —                          | —                          | 4               | 0               | 0               | 10      | 0       | 1       |
| Паранаенсі             | 2015               | —                      | —                      | —                      | 1                     | 0                     | 0                     | —                          | —                          | —                          | 7               | 0               | 0               | 8       | 0       | 0       |
| Паранаенсі             | Загалом            | 6                      | 0                      | 1                      | 1                     | 0                     | 0                     | 0                          | 0                          | 0                          | 11              | 0               | 0               | 18      | 0       | 1       |
| Сельта Б               | 2015–16            | 24                     | 0                      | 0                      | —                     | —                     | —                     | —                          | —                          | —                          | —               | —               | —               | 24      | 0       | 0       |
| Сельта Б               | Загалом            | 24                     | 0                      | 0                      | 0                     | 0                     | 0                     | 0                          | 0                          | 0                          | 0               | 0               | 0               | 24      | 0       | 0       |
| Данубіо                | 2016               | 5                      | 0                      | 1                      | —                     | —                     | —                     | —                          | —                          | —                          | —               | —               | —               | 5       | 0       | 1       |
| Данубіо                | 2017               | 22                     | 6                      | 1                      | —                     | —                     | —                     | 2                          | 2                          | 0                          | —               | —               | —               | 24      | 8       | 1       |
| Данубіо                | Загалом            | 27                     | 6                      | 2                      | 0                     | 0                     | 0                     | 2                          | 2                          | 0                          | 0               | 0               | 0               | 29      | 8       | 2       |
| Тальєрес               | 2017–18            | 24                     | 4                      | 1                      | 0                     | 0                     | 0                     | —                          | —                          | —                          | 2               | 0               | 0               | 26      | 4       | 1       |
| Тальєрес               | Загалом            | 24                     | 4                      | 1                      | 0                     | 0                     | 0                     | 0                          | 0                          | 0                          | 2               | 0               | 0               | 26      | 4       | 1       |
| Бока Хуніорс           | 2018–19            | 3                      | 0                      | 0                      | 1                     | 0                     | 0                     | 4                          | 0                          | 0                          | 1               | 0               | 0               | 9       | 0       | 0       |
| Бока Хуніорс           | Загалом            | 3                      | 0                      | 0                      | 1                     | 0                     | 0                     | 4                          | 0                          | 0                          | 1               | 0               | 0               | 9       | 0       | 0       |
| Загалом за кар'єру     | Загалом за кар'єру | 115                    | 17                     | 9                      | 2                     | 0                     | 0                     | 10                         | 2                          | 0                          | 14              | 0               | 0               | 141     | 19      | 9       |

- a. ^ Ігри в Кубку Бразилії та Кубку Аргентини
- b. ^ Ігри в Південноамериканському кубку та Кубку Лібертадорес
- c. ^ Ігри в Лізі Паранаенсе, Torneos de Verano і Кубку Жоана Гампера

## Досягнення
- Чемпіон Росії (1):

«Краснодар»: 2024-25
Збірна Уругваю
- Бронзовий призер Кубка Америки: 2024[8]